# Mort sur la forêt
Mort sur la forêt est un roman policier français écrit par Patric Nottret et publié aux Éditions Robert Laffont en 2007.

## Résumé
Pierre Sénéchal , "détective vert" au service du ministère français de l'Environnement, et son ami Serge Méjaville sont envoyés dans la région de Belém au Brésil enquêter sur la disparition de deux aérostiers français perdus dans la forêt brésilienne alors qu'ils faisaient une expédition en dirigeable. Au cours de cette enquête, de mystérieux assassinats ont lieu: un militant syndicaliste est tué par une mine antipersonnel, un soldat est abattu dans un restaurant, deux propriétaires terriens sont assassinés dans leurs propriétés. Les Indiens de la région craignent un serpent mystérieux dont les yeux lancent des éclairs de mort.
Avec leur alliée, la jolie lieutenant de l'IBAMA (police environnementale brésilienne) Maria Esperanza St-Louis, les deux enquêteurs français inspectent le bâtiment des aérostiers disparus. Ils y découvrent des insectes inconnus jusqu'à maintenant et le décalque d'une vieille croix datant du XVIe siècle. L'enquête les emmène également à apprendre que 20 hectares de la forêt amazonienne disparaissent par minute. 
Leurs recherches les emmènent dans une bourgade abandonnée de la forêt amazonienne près d'un rio. Ils y découvrent les cadavres des aérostiers. Le village est entouré d'explosifs désamorcés par un commando de l'armée brésilienne demandé en renfort par Maria Esperanza St-Louis. Sénéchal et Méjaville découvrent bientôt que ce village servait de base à un ancien officier de marine argentin, chef d'une ancienne escouade de la mort, Torga de Montemor. Celui-ci y avait entreposé des lingots d'argent dérobés en Argentine et il s'apprêtait à s'emparer de milliers d'hectares de terres afin de faire la culture du soja. Pour ce, il avait assassiné deux propriétaires terriens et volé plusieurs gadgets électroniques à l'armée brésilienne, dont le mystérieux serpent-robot tant craint par les Indiens.

## Les personnages
- Pierre Sénéchal : membre principal du FREDE (brigade des fraudes et délits sur l'environnement). C'est ce qu'on appelle un écoflic.
- Serge Méjaville : détective au service de la FREDE. Surnommé le gnome fatal par Sénéchal. Surnommé également Lucrèce. Spécialiste des poisons.
- Ghislaine Pottier : chef de la FREDE. Patronne de Sénéchal.
- Maria-Espéranza St-Louis : Indienne. Lieutenant de l'IBAMA (police environnementale brésilienne). Jolie jusqu'à faire tourner la tête de Sénéchal et de Méjaville. Principale alliée de ceux-ci dans leur enquête.
- Professeur Morel : membre du FREDE. Spécialiste des insectes.
- Darcos : pdg de la Société Chitinex, spécialisée dans la recherche de nouveaux médicaments dérivés des insectes.
- docteur Garnier : travaille pour la Chitinex sur un dirigeable qui explore la canopée amazonienne. Disparait lors d'une expédition.
- Paul Leteinturier : pilote du dirigeable de la Chitinex. Disparait avec le docteur Garnier.
- Frankeur : entomologiste de la Chitinex.
- Chantal : lieutenant de l'IBAMA. Pilote d'un dirigeable.
- Eduardo Henrique Jimenez : soldat brésilien assassiné dans un restaurant.
- Xingu : Indien de l'Amazonie sérieusement blessé à un œil par un serpent étrange.
- Yaoni : Indien de la même tribu que Xingu.
- Père de la Vega : ami du lieutenant St-Louis. S'occupe des pauvres des favelas de Belém. Aide Sénéchal dans son enquête sur la disparition des employés de la Chitinex.
- Carvalho : propriétaire terrien voisin de Munoz. Assassiné par un tireur d'élite alors qu'il vient le visiter.
- Munoz : propriétaire terrien, producteur de soja. Assassiné par une bête mystérieuse qui semble passer à travers les murs.
- Felipe : garde du corps de Munoz. tué de la même manière que son patron.
- Zé Ferrera : inspecteur de la police brésilienne à Belém.
- Faria de Queroz : curé. Connaissance du père de la Vega. Son vrai nom est Arturo Graziella et a été confesseur du dictateur argentin Jorge Videla. Complice de Torga de Montemor.
- Victor Sampayo : membre de la Société pour la protection de l'Amazonie. En réalité, il est le fils de Torga de Montemor et est son complice.
- Javier Clemente Ruiz : membre de l'organisation Paysans sans terre. Tué chez lui par une mine antipersonnel. Surnommé l'homme aux chiens.
- Annibal Freire de Fonseca : propriétaire terrien de la région de Belém. Rachète la terre de Ruiz après assassinat. En réalité, il s'agit d'un nom d'emprunt pour Torga de Montemor.
- Castilo da Vide : ingénieur militaire.
- Torga de Montemor : officier de marine argentin. Chef d'un escadron de la mort en Argentine. S'enfuit au Brésil à la suite de la guerre des Malouines en emportant plusieurs lingots d'argent. Père de Victor Sampayo. Surnommé El lobo (le loup).

## Édition
- Patrick Nottret. Mort sur la forêt. Éditions Robert-Laffont. 2007. 390 p.